# Breiholz
Breiholz er en kommune og en by i det nordlige Tyskland, beliggende i Amt Hohner Harde i den vestlige del af Kreis Rendsborg-Egernførde. Kreis Rendsborg-Egernførde ligger i den centrale del af delstaten Slesvig-Holsten.

## Geografi
Breiholz ligger omkring 13 km sydvest for Rendsborg, for størstedelen mellem Ejderen og Kielerkanalen. Nord for Breiholz løber Bundesstraße 203 fra Heide mod Rendsborg.
Breiholz har arealer på begge sider af Kielerkanalen, men den kan i kommunen kun krydses med en færge.